# كينيث توملينسون
كينيث توملينسون (بالإنجليزية: Kenneth Tomlinson)‏ هو رئيس تحرير وصحفي أمريكي، ولد في 3 أغسطس 1944، وتوفي في 1 مايو 2014 في وينشستر في الولايات المتحدة.

## وصلات خارجية
- كينيث توملينسون على موقع إن إن دي بي (الإنجليزية)